# この青空に約束を—
『この青空に約束を―』（このあおぞらにやくそくを）は、アダルトゲームブランド戯画より発売された18禁恋愛アドベンチャーゲーム、および一般向けソフト、およびそれを原作としたテレビアニメ。「美少女ゲームアワード2006」大賞受賞作品（シナリオ賞、主題歌賞、純愛系作品賞、ユーザー支持賞も受賞）。

## 概要
2006年3月31日に戯画より発売された。『ショコラ』、『パルフェ』でコンビを組んでいた、ねこにゃん&丸戸史明 with 企画屋が贈る最新作。物語は『パルフェ』の2年度後の新学期から始まり、同作から引き継がれたゲームシステムに、イベントモードの追加などといった改良がなされている。
略称は正式には提示されていないが、「こんにゃく」（この青空に約束を→Kono Aozora ni Yakusoku wo→Konnyaku）という略称で呼ばれることが多い。スタッフによる公式の日記にも「こんにゃく」と表記してあったり、テレビアニメ版公式のドメインにも「konnyaku」が含まれている（#外部リンクを参照）。
2007年4月には、本作を原作としたテレビアニメ『この青空に約束を―〜ようこそつぐみ寮へ〜』が放送され（後述）、同年5月25日にはドラマCD「メモリアルストーリーズ」が発売された。
「美少女ゲームアワード2006」にて大賞を受賞するなど、評価の高い作品である。
Web上でのダウンロードコンテンツとして、主題歌やOPムービー、体験版に加え、メインヒロイン6人のボイスドラマなども配布された。なお、ボイスドラマは上記とは別のものが、予約特典として用意された。また、体験版は先行体験版（『パルフェ Re-Order』に収録され、後にWeb配布された）だけでなく、発売を間近に控えた時期には、新たに3週連続でWeb配布された。これは3つつなげるとストーリーの1つの流れが完結し、クライマックスとなるところまでを収録したもので、1人のキャラルートの約3分の1近いボリュームがあるものだった。ただし、製品版の発売は1週間延期された。
発売後もコミックマーケット70に向けて『ショコラ』、『パルフェ』、『この青空に約束を―』のキャラのシナリオが一般公募され、その原案を元に丸戸史明が脚本を書き下ろした『まるねこ 戯画スペシャルドラマCD '06』が製作された。これは3作品のヒロインたちが入り乱れて織りなすストーリーを5本収録し、総収録時間99分という大ボリュームのものとなった。このCDのほか、スペシャルグッズを詰め込んで「戯画セット'06夏」としてコミックマーケット70、コミックトレジャー8、戯画通販にて販売された。

## 発売・公開履歴
| 発売・公開日   | タイトル・種別                                                       | 詳細・特典 | 発売・公開元                    |
| -------------- | -------------------------------------------------------------------- | --- | ------------------------------- |
| 2006年3月31日  | この青空に約束を―（初回版）                                          | 特典：オリジナルサウンドトラック（CD2枚組）。                                                                  | 戯画                            |
| 2006年6月23日  | この青空に約束を―（通常版）                                          | パッケージイラスト変更。特典なし。                                                                             | 戯画                            |
| 2007年5月31日  | この青空に約束を― -melody of the sun and sea- （PlayStation 2版）    | 限定版「海己セット」特典：羽山海己フィギュア、挿入歌マキシシングル、羽山海己SDフィギュア。 通常版：特典なし。  | テイジイエル企画 アルケミスト   |
| 2009年6月25日  | この青空に約束を― てのひらのらくえん （PlayStation Portable版）      | ヒロイン1人追加。 初回限定版特典：オリジナルサウンドトラック（CD3枚組）、ネックストラップ。 通常版：特典なし。 | テイジイエル企画                |
| 2010年10月7日  | この青空に約束を― てのひらのらくえん （PSP・ダウンロード版）         | PlayStation Storeでダウンロード販売。特典なし。                                                                | テイジイエル企画                |
| 2012年5月31日  | この青空に約束を―（GREE版）                                          | | モバリアル                      |
| 2012年8月8日   | この青空に約束を―（Mobage版）                                        | | モバリアル                      |
| 2012年10月26日 | この青空に約束を―（mixi版）                                          | | モバリアル                      |
| 2013年7月26日  | この青空に約束を―（新装版）                                          | Windows XP(SP3)/Vista/7/8対応。パッケージイラスト変更。特典なし。                                              | 戯画                            |
| 2015年12月17日 | この青空に約束を― （PlayStation Vita版）                             | HDリマスター版。パッケージイラスト変更。特典なし。                                                             | テイジイエル企画→エンターグラム |
| 2024年12月19日 | この青空に約束を― Refine （Nintendo Switch、PlayStation 4、Windows） | フルリメイク版。                                                                                               | エンターグラム                  |

## ストーリー
（出典：）
星野航は、本州から南へ離れた南栄生（みなみさこう）島にある高見塚学園に通う学園生。島の産業を支えてきた出水川重工の撤退により過疎化が進み、学園旧校舎を改装した学生寮・つぐみ寮も住人が航とヒロイン4人＋寮長の沙衣里だけとなり、来年春には廃寮になることが既に決定していた。そんな4月初め、高見塚学園へ転入してきた凛奈がつぐみ寮へ入寮する。ツッパって誰とも馴染もうとしない凛奈に、航は「お前を俺無しではいられなくしてやる！」と自分達の仲間へ引きこむことを宣言。かくして航と凛奈の戦いに、廃寮を早めようとする寮外の陰謀も絡み、つぐみ寮生達の「約束の日」までの最後の一年が始まる。

## 登場人物
声優の記載はPC版 / PS2版以外の全ての全年齢版/ テレビアニメ版・PS2版の順。

### つぐみ寮関係者
星野 航（ほしの わたる）
声 - 中村悠一（テレビアニメ版）、中野さゆり（テレビアニメ版 / 幼年期）
誕生日：12月12日（射手座）。血液型：AB型。身長：1年次 179 cm / 2年次 180 cm
主人公。高見塚学園2年生。生徒会副会長、後に会長となる。つぐみ寮の人間が少なくなったことから唯一の残っている男子生徒となる。熱血漢で、ちょっと無茶しても物事をやり遂げようとする性格。学園に入学する前からよく女の子に声をかけ、島全体で声をかけていない人間がいないと言われるほどである。運動神経は抜群であり、180 cmでダンクを決められるほどのバネも持っている。しかし成績が悪く、補習の常習者である。そのため、毎回試験を海己や奈緒子の助けを借りながらぎりぎりで切り抜けている。また、喧嘩や学園祭でゲリラライブをやったりなど停学経験もあり、凛奈の件を含めると3回停学を受けている。だが、島内では色々な人間に話しかけられるほど人望があり、意識はしていないが、学園内で結構モテている。家族は両親は共にいなく、祖父母の家で生活している。祖父母の前では猫をかぶっており、基本的に敬語で接している。幼馴染である海己のことは馬鹿にしながらも、常に庇っている。
また、ギターやハーモニカなどの楽器も得意で、よくつぐみ寮の屋上で星を見ながら吹いている。なんでも得意（勉強以外）なので、海己曰く飽きっぽい性格である。
勉強もやらないだけでできない訳ではなく、ルートによっては東京へ進学したり教員資格も取れるほどである。
沢城 凛奈（さわき りんな）
声 - 河合春華 / 同左 / こおろぎさとみ
誕生日：1月17日（山羊座）。身長：161 cm 体重：49 kg。スリーサイズ：B87 (C) /W53/H84。血液型：O型。
つぐみ寮にやって来た「新入り」。高見塚学園2年生。航とは最悪の出会いをし、その後同じクラスになった。初めは寮生とはあまり親しく関わろうとせず、航達との付き合いを避けていたが、航が凛奈を寮の仲間に取り込もうと、マラソン大会で決着をつけることになり、その勝負を受けることになる。航達の凛奈を真剣に受け入れる思いに触れ、大会の結果は関係なく、改めてつぐみ寮生の一員となった。
航達と出会った当初は、自己中心的で粗暴なように見えるが、仲間思いの優しい心を持つ所謂ツンデレである。また、やると決めたことに一生懸命になる場面もある。中・長距離の実力は全国レベルであるが、その割には胸も体重も大きい。1500から10000まで対応できるマルチランナー。卒業後はマラソンへ転向する。つぐみ寮生の一員となった後、たった一人で陸上部を立ち上げ放課後になったら毎日練習をしている。また、マラソン大会によって下級生のファンができている。航同様に運動神経は抜群だが、やはりと言うべきか、成績は悪い。そして、激しく大食らいで、毎日ご飯を4杯ぐらいはお代わりしている。航と対決して以来、彼と張り合うことを大いに楽しんでいる。
彼女は昔、南栄生島にいたことがあり、島から離れるとき合わせ石を誰かと分け合っていた。その合わせ石を左耳にイヤリングとして使っている。彼女は合わせ石の相手を航だと思っていたが、実際の相手は三田村隆史。
羽山 海己（はやま うみ）
声 - 石川乃奈 / 同左 / 森沢芙美
誕生日：6月21日（双子座）。身長：158 cm 体重：48 kg。スリーサイズ：B88 (D) /W52/H83。血液型：A型。
航の幼馴染。高見塚学園2年生で航や凛奈と同じクラス。2-A委員長兼生徒会書記。後に高見塚学園の生徒副会長となる。家族は父親のみ。父親は出水川重工で働いており、ほとんど会社にこもっているためあまり会う機会がない。航とはかなり長い付き合いなため、毎朝起こしにきたりする。また、かなり航に依存気味である。気が弱く、よく部屋の隅で泣きべそをかいていたりする。また、かなりのあがり症で、全校生徒の前で話すときはしどろもどろとなる。たまに、空気を読めない発言をしており、凛奈や茜を唖然とさせている。料理が得意で寮の食事係を担っており、よくジャージ姿で裏庭の家庭菜園をいじっている。なお寮内では彼女以外にまともに料理を作れる人がいないため、彼女が病気などの理由によって食事を作れないとつぐみ寮は危機的状況に陥る。
彼女の母親と航の父親は昔恋仲で、星野家の人々に反対されてそれぞれ別々の人と結婚。だが、南栄生島で再会し、航の母親が他界したときに2人で駆け落ちしている。そのことから羽山家は星野の人間から絶縁されたが、航は周りの人間から黙って彼女と寮で生活している。
浅倉 奈緒子（あさくら なおこ）
声 - 篠崎双葉 / 同左 / 折笠愛
誕生日：3月18日（魚座）。身長：165 cm 体重：52 kg。スリーサイズ：B93 (E) /W53/H86。血液型：AB型。
3-Aクラス委員兼生徒会長。高見塚学園3年生。学園にいる間は誰にも愛想がよく優秀な生徒として見られ教師や男子生徒や女子生徒からも慕われているが、実際は猫を被っており、寮に戻ると本性を表す。普段はよく寮生たちをからかったりしているが、学校側からの攻撃（=早期寮閉鎖への企み）には強く反撃し寮生たちを守る。姉御気質で6つも年長である沙衣里よりも頼りにされている。航とは高見塚学園に入学する前（2年前）からの知り合いで、実は双方共に初体験の相手。航の事は子分のように扱っている。
六条 宮穂（ろくじょう みやほ）
声 - 草柳順子 / 同左 / 中田順子
誕生日：7月31日（獅子座）。身長：154 cm 体重：44 kg。スリーサイズ：B82 (B) /W51/H81。血液型：A型。
学園理事長の孫で、理事長代理兼つぐみ寮大家。愛称は「宮」。祖父はイギリス人であり、銀髪のクォーターである。高見塚学園1年生。1-A委員長兼生徒会委員。元々箱入り娘だったが、正月につぐみ寮に来た時に航と出会ってから運命が変わり、六条家の別荘があるにもかかわらずつぐみ寮で生活している。寮での大いに刺激的な生活の中で少しずつ壊れ始め、周りからはお嬢様だと見られず普通に接されている。そのためか、建部に一度理事長の孫であることでひいきされそうになった時は嫌な顔をしている。とはいえ、学園の通学路で黒塗りの車に乗っている場面も多い。手先が絶望的に不器用で料理ダメ、運動ダメ、通称「どんくさ宮」。卵を割るとほぼ確実に黄身の形が崩れてしまう（そのため朝食は目玉焼きだったはずがスクランブルエッグになることもしばしば）。廊下でこけたりとドジをする場面も多い。航からよくいじめられる（ほとんどは自業自得）が、航の事を慕っている。特技は駄洒落にまじめに解説を加え場をしらけさせること。また、怪談なども好き。航の事は先輩と呼び、他の先輩には名前に先輩付けで呼んでいる。だが、航の事を「先輩」としか呼ばず名前を言わないため、相手を戸惑わせることもしばしば。両親はほとんど家にいないため会う機会がないが、両親の事は尊敬している。理事長であった祖父とは一度も会ったことがないらしい。
藤村 静（ふじむら しず）
声 - 北都南 / 同左 / ひと美
誕生日：2月21日（魚座）。身長：147 cm 体重：41 kg。スリーサイズ：B76 (A) /W50/H74。血液型：O型。
物静かで少々行動が掴みづらい女の子。高見塚学園1年生、生徒会委員。両親から育児放棄をされていたため、その影響で出会ったときは全く感情を表に出さなかった。その後、航に拾われ沙衣里が身元引受人となり、学園入学前から寮に特例で居座わるようになる。その際、航や他の寮生たちとの生活を通して少しずつ感情を表し始める。とてもおとなしいが、運動神経は抜群。それなりに器用なようで、宮穂と一緒に料理をした（と宮穂は主張している）時には実質全ての調理を自分でやっていた。猫のように気まぐれであり、楽しいことは積極的に参加するが楽しくないことはまったく興味を示さない。そのためか、猫のように驚く場面もある。つぐみ寮の中では拾い主である航の事を一番慕っており、野原で自分の生活ぶりを話したり、航が風呂に入っている時でも普通に入ってくる（水着着用）。
エピローグの世界で唯一成長した姿を表す。その際、髪が長くなり大人びているため一瞬誰だか気づかれないことも多い。口調が変わっているが、性格はそんなに変わっていない。
桐島 沙衣里（きりしま さえり）
声 - 紫苑みやび / 同左 / MARIO
誕生日：9月8日（乙女座）。身長：153 cm 体重：44 kg。スリーサイズ：B84 (C) /W51/H82。血液型：B型。
高見塚学園の国語教師（2年目）で、航達のクラス2年生の担任。年齢は23歳。つぐみ寮の寮長兼生徒会顧問。凛奈が陸上部に入部してからは、陸上部の顧問も務める。生徒達からは「さえちゃん」と呼ばれて親しまれており、先生としてあまり見られない。いわゆるダメな人で、寮生の前で堂々とビールを飲んで酔っ払ったりもしている。その際名門東津本女子大を本人曰く「優秀な成績で卒業」しながらこの離れ小島の小学園にしか就職先がなかったことを、今でも愚痴っている。自分よりも頼られている年下の奈緒子に対抗意識を燃やしており、毎日のように口喧嘩をしているものの連戦連敗。サザンフィッシュの客のサークル大学生と合コンをたびたび開いている。航の事を意外に頼りにしている。教頭から命令されつぐみ寮の寮生の事を調べたりと学園側で動いているが、つぐみ寮のことを大事に思っており、つぐみ寮を守るために日々努力している。

### 三田村家
三田村 茜（みたむら あかね）
声 - 涼宮琉那 / 同左 / 名塚佳織
誕生日：10月23日（天秤座）。身長：152 cm 体重：45 kg。スリーサイズ：B83 (C) /W52/H83。血液型：B型。
高見塚学園2年生。凛奈が転校する1日前に学園に転校してきた少女。とても明るく弁舌なためクラスにもすぐに溶け込み、周りの人間からほとんど転校生とは思われなくなるほど。かなりの早口で喋り、3分以上無呼吸で喋り続けることが出来るらしい。また、トークではボケ専門で、よく航や雅文にツッコミされる。航のことに好意があるらしく、航なら付き合ってもいいような発言をしているが航からは本気にされていない。
航と過去に合わせ石を分け合った本当の相手でもあり、彼女もまた航のことを覚えている。
『まるねこ 戯画スペシャルドラマCD '06』『フォセット』で、チロル（ショコラ）と共にちょっとワケあり、ハイテンションかしましコンビとして司会進行をやったりしている。
三田村 隆史（みたむら たかし）
声 - 空野太陽 / 同左 / 川田紳司
海沿いのペンション「サザンフィッシュ」のマスター。茜の兄。航にとっては頼りになる兄貴分であり、よく相談に乗ってくれたりアドバイスをしてくれたりすると同時に、航にナンパのテクニックを教えた師匠でもある。高見塚学園のOBであり、航以上に色々と問題を起こしており、過去に5度の停学経験を持つ。今でも航が学園祭でゲリラライブを起こす時には参加したりして問題を起こしている。夏休みに泊り掛けの女性客を口説いたりと女癖が悪いが、航や雅文といった弟分の本命である女の子には手を出さないと語っている。学園の人からも結構尊敬されているが、茜が転校してきて以後かなりのシスコンぶりを発揮し、株が落ち始めている。
レオパルドン
三田村家の愛犬。茜が幼い頃から飼われている。何故かサングラスをしている。かなり人懐っこい。

### 高見塚学園

#### 生徒
久藤 ちひろ（くどう ちひろ）
声 - 佐本二厘（PSP版）
PSP版追加ヒロイン。高見塚学園2年生。航や雅文らのクラスメートで、航の後ろの席。1学期の終わりに航に告白をして、周囲を驚かせる。航とは中学からの同級生で、その頃から内気で目立たない少女だった。航のことも最初はうるさいぐらいにしか思っていなかったが、ある夢をきっかけに航に好意を抱くようになる。告白後も気恥ずかしさから航から逃げ回っていたが、つぐみ寮生の協力で捕まり、つぐみ寮生に勝負を挑むも惨敗。しかし、このことがきっかけで航含むつぐみ寮生と仲良くなっていった。
どんくささでは宮といい勝負であるが、逃げ足だけは凛奈にも匹敵し、ステルス性でも静と同クラス。家事全般は掃除以外最初はダメだったが、料理は海己に仕込まれてできるようになったことから、やらないだけでできないわけではない。前述のように内気ではあるが、つぐみ寮生（奈緒子）に勝負を挑まれても一歩も引かないなど実は負けず嫌い。
航に突然告白した理由は8月末に転校が決まっていたからで、航やつぐみ寮生との別れも半ば受け入れ、諦めていたが、航の励ましでそれまですれ違い気味だった両親に初めて反抗。つぐみ寮生の説得もあったが最終的にその決意が、つぐみ寮への入寮を反対していた両親の心を動かして島に残ることになり、晴れてつぐみ寮の8人目の寮生となった。
内山 雅文（うちやま まさふみ）
声 - 眞嶋リョウ / 同左 / 鈴木コウタ
高見塚学園2年生。航の親友であり、はとこ。航達のクラスメートでもある。軽い性格で浮気性が強いが、航にとってはいざという時に頼りになるよき相棒。航や隆史と共に学園祭でゲリラライブを行ったりして停学経験もある。浮気性ではあるものの紀子のことは本命であり、付き合っている。
紀子（のりこ）
声 - 大福子 / 同左 / 笹川麗子
高見塚学園2年生。航や雅文らのクラスメートで、海己とは長い付き合いの親友同士。落ち着いた性格ではあるが、学園祭で劇を盛り上げようとしたりと実行力がある。冷静な突っ込み役（主に雅文に対し）。
萩原（はぎわら）
声 - - / ? / 鈴木コウタ
高見塚学園3年生で、奈緒子のクラスメート。奈緒子にあこがれており、よく親しげに話しかけてくる。マラソン大会では、実行委員を務めた。
横田 美希子（よこた みきこ）
声 - - / ? / 青木紀子
高見塚学園1年生。宮穂と静のクラスメートで、凛奈と奈緒子のファンである。
三島 千代（みしま ちよ）
声 -  - / ? / 寺崎裕香
高見塚学園1年生。美希子同様、宮穂と静のクラスメートで、凛奈と奈緒子のファンである。ケーキ作りが得意。

#### 職員
野川 伸二郎（のがわ しんじろう）
声 - 植木亨 / 同左 / 蓮岳大
高見塚学園の学園長。ほとんど教頭といる時が多く、絵に描いたような冷徹・陰湿な人物であり、悪徳政治家並の裏側を隠している。将来は町長選に出馬をし、南栄生島のリゾート化計画を企んでいる。
塚田 博（つかだ ひろし）
声 - 三毛猫仙人 / 同左 / 伊丸岡篤
高見塚学園の教頭。航や凛奈の存在を疎ましく思っており、学園長と共に、いろいろな陰謀を企てている。そのため、沙衣里に色々と指示を与えている。野川がいなくなった後は学園長となっている。
建部 繁（たけべ しげる）
声 -  - / ? / 長松博史
高見塚学園の社会科教師兼、指導部長。尊大な性格だが、権力には弱い。航を毛嫌いしており、目の敵にしてくる。後に教頭に昇進し、塚田のイエスマンとなる。
森本 英夫（もりもと ひでお）
声 -  - / ? / 外谷勝由
高見塚学園の理科教師。生徒のことをしっかり考えてくれる善き人物。生徒からは「じいちゃん先生」と呼ばれ、親しまれている。
吉倉 賢太郎（よしくら けんたろう）
声 -  - / ? / ふくまつ進紗
高見塚学園の英語教師。生徒たちの兄貴的存在。隆史の学園時代の担任で、問題児だった隆史をよくかばってくれた。
菱田 武憲（ひしだ たけのり）
声 -  - / ? / 岩崎征実
高見塚学園の体育教師。性格は単純で快活だが、航を根性の甘いお坊ちゃんと誤解していた。吉倉とは仲が良い。
新城 由香里（しんじょう ゆかり）
高見塚学園の保健教師。常に落ち着いている。女子生徒からの信頼が厚い。
小杉（こすぎ）
高見塚学園の音楽教師。地味でおとなしい。
※ゲームおよびアニメでは、野川と塚田はそれぞれ学園長、教頭と、その他の職員は姓だけで表記されている。

### その他
星野 一誠（ほしの いっせい）
声 - 宮林康 / ? / 五王四郎
航の祖父。65歳。頑固な性格で、よく航に説教する。かつては町議会の議員を務めていたが、現在は退職している。実は学園長及び教頭と同級生。
星野 奈津江（ほしの なつえ）
声 - 立花伊織 / ? / 松尾佳子
航の祖母。69歳。いつも航に優しい。頑固な一誠を上手くコントロールしている。
内山 延年（うちやま のぶとし）
一誠の甥で雅文の父。37歳。もののわかった人物。そのため、一誠からかなり頼りにされている。
羽山 克彦（はやま かつひこ）
声 - 秋山樹 / ? / 小関明久
海己の父。32歳。出水川重工社員。いつも会社で忙しく、ほとんど家を留守にしている。そのため、海己からお弁当や洗濯ものなどの受け渡しを行っている。穏やかでおとなしい性格だが、少々腰が低い人物である。
三好 八重子（みよし やえこ）
出水川重工の研究者。凛奈の父の愛人であり、凛奈は彼女のことを毛嫌いしていたことが、つぐみ寮に来たきっかけとなっている。普段から化粧っけもなく、服装も常に白衣を着用している。性格はさばさばしており、悪い人物ではない。年齢よりも若く見えてしまうことが悩みとなっている。
六条 紀一郎（ろくじょう きいちろう）
声 -  - / ? / 浅沼晋太郎
宮穂の祖父。享年63歳。旧名ウィリアム・エルガー。本編の前年に他界。50年程前に来日し、英語教師として定住した。その後、六条家の婿養子となり、出水川重工の関係者となる。晩年に島へ戻り、郷土史をまとめつつ、高見塚学園の理事長の職に就く。日本文化が大好きであった。
滝村 恒太（たきむら こうた）
声 -  - / ? / 松本忍
六条家の執事。主家への忠義がとても強い古めかしい感じの人物。宮穂の車の運転手も勤めている。宮穂のことを常に心配している。
永森 はな（ながもり はな）
駄菓子屋の店主。島の歴史に詳しく、宮穂に紀一郎のことを教えてくれた。
神山 淳二（かみやま じゅんじ）
声 -  - / ? / 園部好德
隆史の友人で石細工職人。神山工房で合わせ石を販売している。また、合わせ石の商品化の発案者でもある。
辻崎 博志（つじさき ひろし）
声 - - / ? / 岡本信彦
高見塚学園およびつぐみ寮OB。大の天体観測好き。現在は八橋大学に在学中（理工学部）。人柄がよく、困っている人は見逃せないタイプ。奈緒子が2年前、密かに片思いしていた相手。奈緒子から「ヒロ先輩」と呼ばれている。
アニメ版では「辻崎ヒロ」と表記されている。

## ゲームソフト

### スタッフ
- シナリオ：丸戸史明 with 企画屋
- 原画：ねこにゃん
- 背景美術：草薙
- BGM：なるちょ
- 主題歌：I've sound
- ED、挿入歌：ave;new
- ムービー：神月社 (Radiant Impression Prelude)
- 企画/制作：戯画

### 主題歌
オープニングテーマ「allegretto ～そらときみ～」
作詞・歌：KOTOKO / 作曲・編曲：C.G mix
オープニングテーマ (2) （PS2版）「小さなブリリアント」
作詞・作曲：志倉千代丸 / 編曲：上野浩司 / 歌：KAORI
オープニングテーマ (3) （PSP版）「つまさきMovin'on！」
作詞：ayachi / 作曲・編曲：藤田淳平 / 歌：桜川めぐ
エンディングテーマ「さよならのかわりに」
作詞・作曲・編曲：a.k.a.dRESS / 歌：つぐみ寮寮生会合唱団
挿入歌「Pieces」
作詞：大咲美和、Hidemi Nemoto / 作曲・編曲：Hidemi Nemoto / 歌：大咲美和
挿入歌 (2) （PS2版）「太陽と海のメロディ」
作詞：ASAKI / 作曲：なるちょ / 編曲：大山曜 / 歌：彩音
挿入歌 (3) （PSP版）「手のひらの楽園」
作詞・歌：Annabel / 作曲・編曲：MANYO

### 特典CD
- 初回限定特典CD
  - 「この青空に約束を― オリジナルサウンドトラック Disc1 -青空-」
  - 「この青空に約束を― オリジナルサウンドトラック Disc2 -約束-」
- 予約特典ドラマCD 「プレ・プロローグ その2」
- ソフマップ予約特典ドラマCD 「走る君が見たいから―」
- メッセサンオー予約特典ドラマCD 「仲直りの1時間」

### 批評
『ファミ通』2015年12月24日号にてPlayStation Vita版のレビューが掲載された。4人のレビュアーがそれぞれ7, 7, 7, 7点をつけ、40点満点中28点を得た。シナリオに関しては、物語のテンポがよく楽しく読み進められる、女の子に囲まれる日常は楽しげで各ヒロインの事情が明らかになる後半の展開は感動的、非現実的な舞台での日常風景がミステリアスかつコミカルに描かれている、各ヒロインが魅力的でルート確定後にも想いが引きずられる、日常的な場面の積み重ねが中盤以降でグッと来るなどの意見が寄せられた。システムに関しては、既読したイベントは概要が表示される点、ルート分岐条件や各種イベントの達成度を確認できる点が便利であると述べられたが、インタラクティブ性がもう少し欲しいとの意見もあった。総評としては、キャラデザインやシステムにおいて目を見張るような特徴は見受けられないが、全体的に丁寧に作られており王道の恋愛アドベンチャーゲームといえると述べられた。

## テレビアニメ
2007年4月より『この青空に約束を―〜ようこそつぐみ寮へ〜』のタイトルで放送された。全13話。
サガシリーズの音楽で知られている伊藤賢治が、初めてアニメの音楽を担当した作品である。

### スタッフ（アニメ）
- 監督 - 矢吹勉
- 監督補佐 - 安藤健
- シリーズ構成 - 西園悟
- キャラクターデザイン・総作画監督 - 花井宏和
- ゲストキャラデザイン - 小関雅
- 美術監督 - 倉田憲一
- 色彩設計 - 福谷直樹
- 撮影監督 - 斎藤秋男
- 編集 - 村井秀明
- 音響監督 - ハマノカズゾウ
- 音楽 - 伊藤賢治
- プロデューサー - 伊藤誠、浅香敏明、丸山充弘、小柳路子、松永裕一
- アニメーションプロデューサー - 渡辺秀信
- アニメーション制作 - ARTLAND
- 製作 - つぐみ寮寮生会（マーベラスエンターテイメント、メディアファクトリー、アルケミスト、5pb.、ムービック）

### 主題歌（アニメ）
オープニングテーマ「この青空に約束を」
作詞・作曲 - 志倉千代丸 / 編曲 - 上野浩司 / 歌 - KAORI
エンディングテーマ「青空のファンタジア」
作詞 - SWIM / 作曲・編曲 - TARAWO / 歌 - 村田あゆみ
最終話挿入歌「さよならのかわりに」
作詞・作曲・編曲 - a.k.a.dRESS / 歌 - つぐみ寮寮生会合唱団

### キャラクターソング
沢城凛奈キャラクターソング「言葉にできなくて…」
作詞 - 吉野麻希 / 作曲 - 濱田智之 / 編曲 - 幡手康隆 / 歌 - 沢城凛奈（声：こおろぎさとみ）
羽山海己キャラクターソング「シャボン玉」
作詞 - 絵莉 / 作曲・編曲 - 村上純 / 歌 - 羽山海己（声：森沢芙美）
浅倉奈緒子キャラクターソング「近すぎない距離で」
作詞 - Yuko.Suzumori / 作曲 - 高井ウララ / 編曲 - 清水永之 / 歌 - 浅倉奈緒子（声：折笠愛）
六条宮穂キャラクターソング「オレンジの空」
作詞 - 葉月みこ / 作曲・編曲 - 濱田智之 / 歌 - 六条宮穂（声：中田順子）
藤村静キャラクターソング「you…」
作詞 - 吉野麻希 / 作曲 - 濱田智之 / 編曲 - 酒井陽一 / 歌 - 藤村静（声：ひと美）
三田村茜キャラクターソング「星のとなりに」
作詞 - 葉月みこ / 作曲 - 濱田智之 / 編曲 - 大川茂伸 / 歌 - 三田村茜（声：名塚佳織）

### 各話リスト
| 話数 | サブタイトル       | 脚本       | 絵コンテ     | 演出         | 作画監督          |
| ---- | ------------------ | ---------- | ------------ | ------------ | ----------------- |
| 1    | 沢城凛奈（前編）   | 西園悟     | なかの★陽    | 安藤健       | 小関雅            |
| 2    | 沢城凛奈（後編）   | 西園悟     | なかの★陽    | 安藤健       | 中野彰子          |
| 3    | 六条宮穂（前編）   | まさきひろ | 羽多野浩平   | 吉田泰三     | 三井寿            |
| 4    | 六条宮穂（後編）   | まさきひろ | 小林一三     | 中村圭三     | 小林一三          |
| 5    | 藤村静（前編）     | 山口亮太   | なかの★陽    | たちかわ夕一 | 木下ゆうき        |
| 6    | 藤村静（後編）     | 山口亮太   | なかの★陽    | 安藤健       | 松岡謙治          |
| 7    | 羽山海己（前編）   | まさきひろ | 江上潔       | 川西泰二     | 小関雅            |
| 8    | 羽山海己（後編）   | まさきひろ | なかの★陽    | 安藤健       | 中野彰子          |
| 9    | 桐島沙衣里（前編） | 西園悟     | 所俊克       | 水本葉月     | 若野哲也 加藤夢杏 |
| 10   | 桐島沙衣里（後編） | 西園悟     | 成田歳法     | 吉田泰三     | 三井寿            |
| 11   | 浅倉奈緒子（前編） | 山口亮太   | なかの★陽    | 安藤健       | 松岡謙治          |
| 12   | 浅倉奈緒子（後編） | 山口亮太   | なかの★陽    | 川西泰二     | 小関雅            |
| 13   | 約束の日           | 西園悟     | 村山しちょう | 安藤健       | 花井宏和          |

### 放送局
| 放送地域 | 放送局     | 放送期間                | 放送日時           | 放送系列       | 備考             |
| -------- | ---------- | ----------------------- | ------------------ | -------------- | ---------------- |
| 神奈川県 | tvk        | 2007年4月3日 - 6月26日  | 火曜 26:15 - 26:45 | 独立UHF局      |                  |
| 千葉県   | チバテレビ | 2007年4月4日 - 6月27日  | 水曜 26:00 - 26:30 | 独立UHF局      |                  |
| 愛知県   | テレビ愛知 | 2007年4月4日 - 6月27日  | 水曜 27:28 - 27:58 | テレビ東京系列 |                  |
| 埼玉県   | テレ玉     | 2007年4月5日 - 6月28日  | 木曜 26:00 - 26:30 | 独立UHF局      |                  |
| 大阪府   | テレビ大阪 | 2007年4月6日 - 6月29日  | 金曜 28:05 - 28:35 | テレビ東京系列 |                  |
| 日本全域 | AT-X       | 2007年6月20日 - 9月12日 | 水曜 11:00 - 11:30 | CS放送         | リピート放送あり |

### 映像特典
『愛のつぐみ寮劇場』
DVD3-7巻収録の映像特典のSDミニアニメ。全5話。3頭身のメインキャラ達がおくる約1分弱のショートコメディ。
サブタイトル
1. 第一話 陸上部発足秘話
2. 第二話 航く〜ん
3. 第三話 寮生の悲願
4. 第四話 ある教師の日常
5. 第五話 ベランダにて

## 関連商品

### 書籍
- この青空に約束を―オフィシャルファンブック（一迅社出版、2006年7月22日発売） ISBN 4-7580-1061-7
- この青空に約束を― -melody of the sun and sea-（角川書店出版、コンプエース連載、2007年6月26日発売） ISBN 978-4-04-713933-6
  - 漫画：シロガネヒナ / 原作：テイジイエル 他

### CD

#### アニメ
- この青空に約束を―〜ようこそつぐみ寮へ〜 Character Song CD Series Vol.1 沢城凛奈（声：こおろぎさとみ）（2007年6月6日発売）
  - 【BOX付初回限定版】 (ZMCZ-3400)
  - 【通常版】 (ZMCZ-3401)
- この青空に約束を―〜ようこそつぐみ寮へ〜 Character Song CD Series Vol.2 羽山海己（声：森沢芙美）（2007年6月6日発売、ZMCZ-3402）
- この青空に約束を―〜ようこそつぐみ寮へ〜 Character Song CD Series Vol.3 浅倉奈緒子（声：折笠愛）（2007年6月20日発売、ZMCZ-3403）
- この青空に約束を―〜ようこそつぐみ寮へ〜 Character Song CD Series Vol.4 六条宮穂（声：中田順子）（2007年6月20日発売、ZMCZ-3404）
- この青空に約束を―〜ようこそつぐみ寮へ〜 Character Song CD Series Vol.5 藤村静（声：ひと美）（2007年7月4日発売、ZMCZ-3405）
- この青空に約束を―〜ようこそつぐみ寮へ〜 Character Song CD Series Vol.6 三田村茜（声：名塚佳織）（2007年7月4日発売、ZMCZ-3406）
- この青空に約束を― The BEST vocal collection（2008年1月25日）

### ファンディスク
- フォセット - Cafe au Le Ciel Bleu -
  - 『パルフェ』との合同ファンディスク、『フォセット - Cafe au Le Ciel Bleu -』が2006年12月22日に発売。